# Episema lederi
Episema lederi là một loài bướm đêm trong họ Noctuidae.